# Бизнес клуб УНСС
Бизнес клуб УНСС е съвместен проект на факултет „Международна икономика и политика“ в Университета за национално и световно стопанство и Студентския съвет при УНСС.
Основната му цел е да заздрави и доразвие връзката между бизнеса и студентите чрез организиране на практически насочени събития, сред които публични лекции, обучения и академии, съвместно с компании и експерти от бизнес средите в страната и чужбина. Официалното представяне на Бизнес клуб УНСС се състои на 12 март 2013 г., като на него присъстват членове на ръководството на университета, преподаватели, студенти, журналисти, а сред официалните гости са деканът на факултет „Международна икономика и политика“ проф. д-р Антоанета Василева, както и представители на бизнес средите в България

## Мисия
Мисията на клуба е да създава предпоставки за трайно и ефективно сътрудничество между университетските кадри и бизнес средите. Организацията се стреми да създаде предпоставки на студентите за по-тясна и ефективна връзка с представителите на бизнеса в страната и чужбина чрез организиране на публични лекции с известни личности от професионалния и обществения живот, провеждане на семинари и обучения за студентите, както и състезания, които да въведат участниците в реална бизнес обстановка.

## Проекти
Бизнес клуб УНСС взема активно участие в организирането на редица проекти, сред които:
- Младежки икономически Форум 2013
- StartUP Conference Next 2013
- MySuccess
- Корпоративен университет „Карол“
- Webit CEE Digital Summit
- STARTUP Challenge
- Ден на отворените врати в „Карол“
- Job Fair 2013
- 9Academy

## Публични лекции и дискусии
- „Социалните медии – свобода на словото, трибуна за лидери или просто инструмент за знания?“ – лекция-дискусия с Максим Бехар, български пиар експерт
- „Как да управляваме фирмата по време на криза?“ – лекция-дискусия с Огнян Василев, директор по качеството на Integrated Micro-Electronics Bulgaria
- „Въведение в политическата икономия – Корейският случай“ – лекция-дискусия с д-р Мин Йон, съветник в посолството на Република Корея в София[2]
- „Пазарната революция: Как идеите на Айн Ранд могат да ограничат голямата държава“ – лекция-дискусия с д-р Ярон Брук, председател на Института „Айн Ранд“ в Ървин, Калифорния[3]
- „Има ли правила по пътя на успешната кариера?“ – среща-дискусия със Здравко Райчев, изпълнителен директор на ПРОФИ КРЕДИТ България
- „Как се успява по време на криза?“ – среща-дискусия с Станислав Разпопов, изпълнителен директор на „Дунапак Родина“ АД[4]